# Ceuașu de Câmpie
Ceuaşu de Câmpie (Hongaars: Mezőcsávás) is een comună in het district Mureș, Transsylvanië, Roemenië. De gemeente is opgebouwd uit acht dorpen, namelijk:
- Bozed (Bazéd)
- Câmpeniţa (Mezőfele)
- Ceuaşu de Câmpie (Mezőcsávás)
- Culpiu (Mezőkölpény)
- Herghelia (Mezőménes)
- Porumbeni (Galambod)
- Săbed (Szabéd)
- Voiniceni (Mezőszabad)

De gemeente ligt op de taalgrens, ten westen spreekt men voornamelijk Roemeens, ten zuiden en oosten voornamelijk Hongaars. De gemeente is onderdeel van de etnografische regio Szeklerland.

## Demografie
In 2002 had de comună zo'n 5.419 inwoners, in 2007 waren dit er al 5.651. Dit is een stijging van 232 inwoners (+4,3%) in vijf jaar tijd. Ceuaşu de Câmpie heeft een relatieve Szeklers-Hongaarse meerderheid.  Volgens de volkstelling van 2007 waren er zo'n 5.651 inwoners waarvan er 2.789 (49,4%) Hongaren en 2.317 (41,0%) Roemenen waren. 

## Galerij

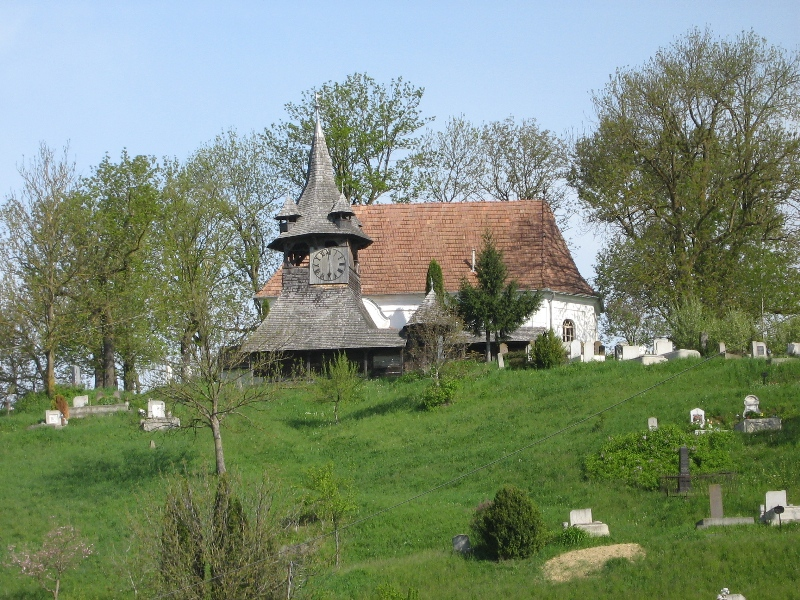
Kerk en kerkhof van Ceuaşu de Câmpie
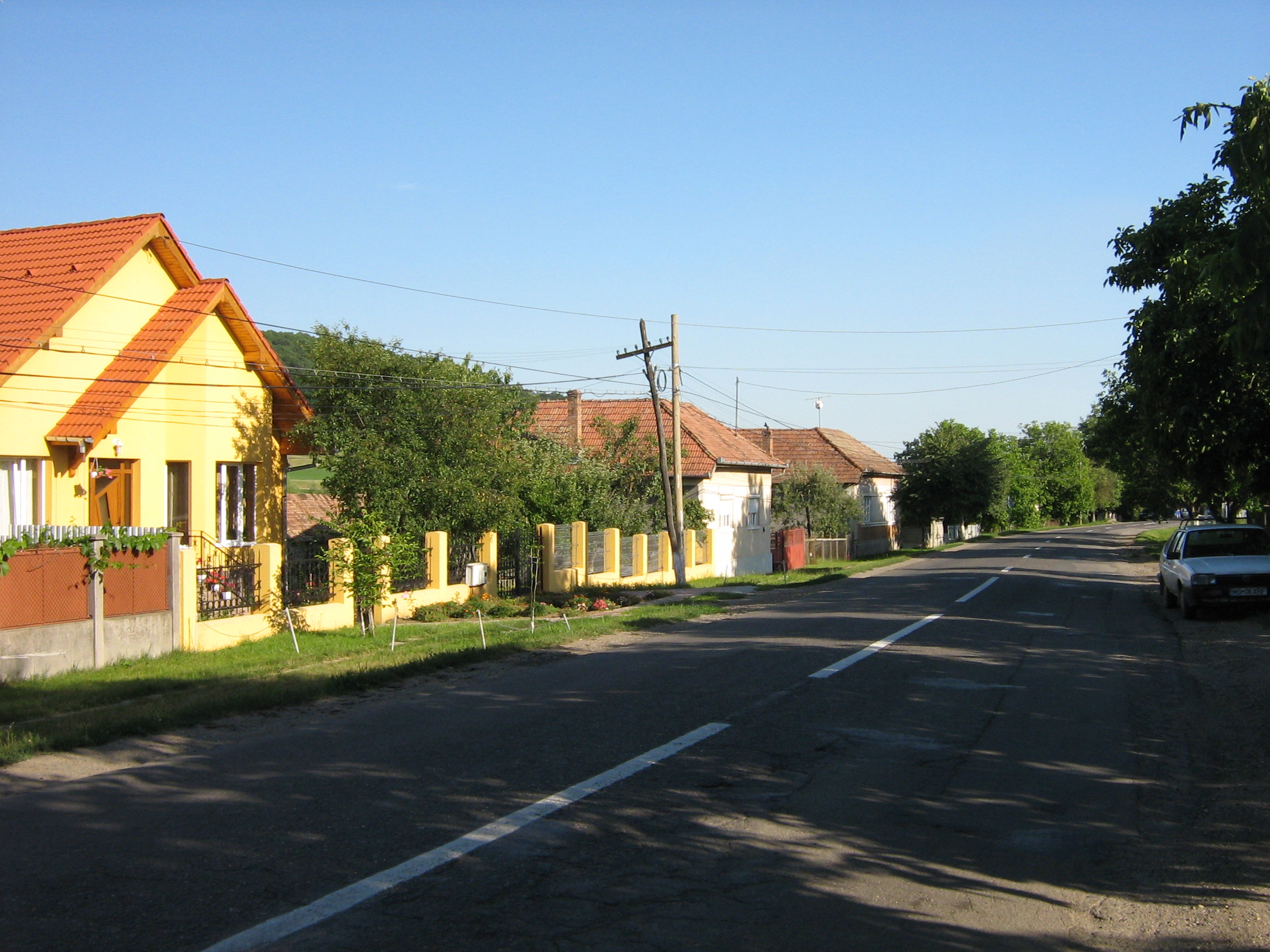
Zicht op het dorp Voiniceni
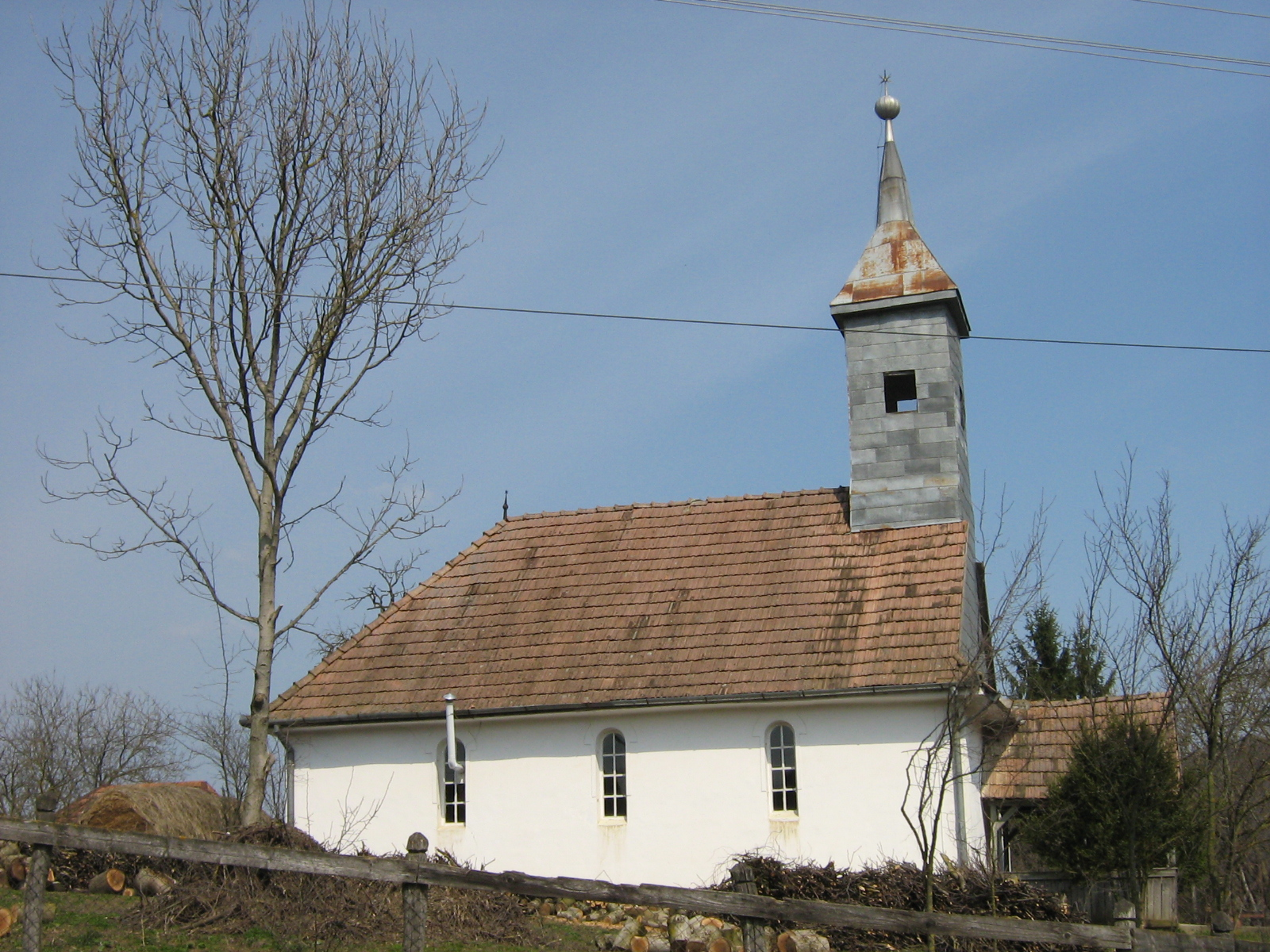
Hervormde kerk van Herghelia
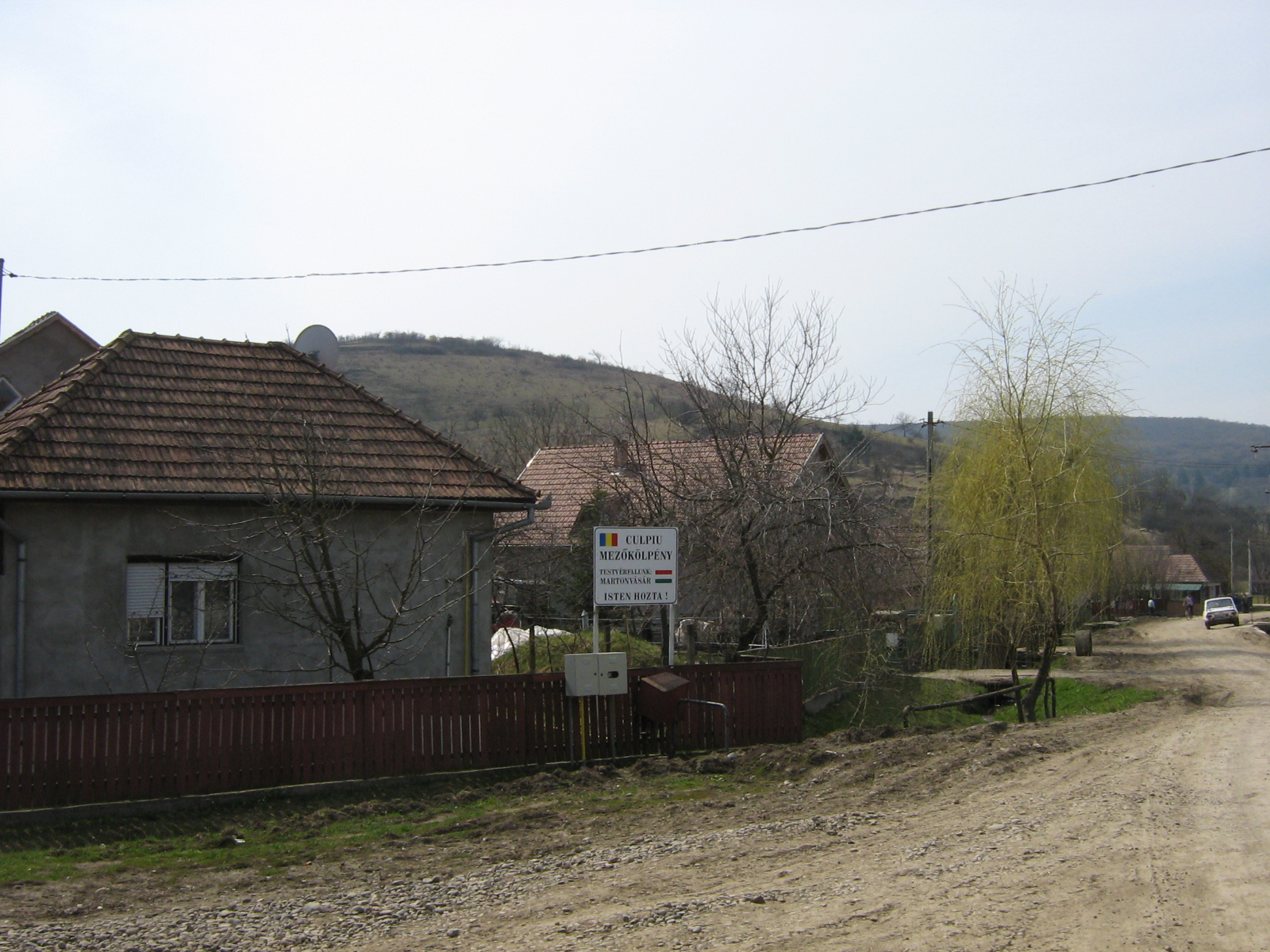
Zicht op het dorp Culpiu